# Third Division 1985-1986
La Third Division 1985-1986 è stato il 59º campionato inglese di calcio di terza divisione.

## Squadre partecipanti
| Squadra                 | Città             | Stadio              | Stagione precedente                      |
| ----------------------- | ----------------- | ------------------- | ---------------------------------------- |
| Blackpool               | Blackpool         | Bloomfield Road     | 2º posto in Fourth Division, promosso    |
| Bolton Wanderers        | Bolton            | Burnden Park        | 17º posto in Third Division              |
| Bournemouth             | Bournemouth       | Dean Court          | 10º posto in Third Division              |
| Brentford               | Londra (Hounslow) | Griffin Park        | 13º posto in Third Division              |
| Bristol City            | Bristol           | Ashton Gate         | 5º posto in Third Division               |
| Bristol Rovers          | Bristol           | Eastville Stadium   | 6º posto in Third Division               |
| Bury                    | Bury              | Gigg Lane           | 4º posto in Fourth Division, promosso    |
| Cardiff City            | Cardiff           | Ninian Park         | 21º posto in Secon Division, retrocesso  |
| Chesterfield            | Chesterfield      | Saltergate          | 1º posto in Fourth Division, promosso    |
| Darlington              | Darlington        | Feethams Ground     | 3º posto in Fourth Division, promosso    |
| Derby County            | Derby             | Baseball Ground     | 7º posto in Third Division               |
| Doncaster Rovers        | Doncaster         | Belle Vue           | 14º posto in Third Division              |
| Gillingham              | Gillingham        | Priestfield Stadium | 4º posto in Third Division               |
| Lincoln City            | Lincoln           | Sincil Bank         | 19º posto in Third Division              |
| Newport County          | Newport           | Somerton Park       | 18º posto in Third Division              |
| Notts County            | Nottingham        | Meadow Lane         | 20º posto in Second Division, retrocesso |
| Plymouth Argyle         | Plymouth          | Home Park           | 15º posto in Third Division              |
| Reading                 | Reading           | Elm Park            | 9º posto in Third Division               |
| Rotherham United        | Rotherham         | Millmoor            | 12º posto in Third Division              |
| Swansea City            | Swansea           | Vetch Field         | 20º posto in Third Division              |
| Walsall                 | Walsall           | Fellows Park        | 11º posto in Third Division              |
| Wigan Athletic          | Wigan             | Springfield Park    | 16º posto in Third Division              |
| Wolverhampton Wanderers | Wolverhampton     | Molineux Stadium    | 22º posto in Second Division, retrocesso |
| York City               | York              | Bootham Crescent    | 8º posto in Third Division               |

## Classifica finale
|  | Pos. | Squadra        | Pt | G  | V  | N  | P  | GF | GS | DR  |
|  | ---- | -------------- | -- | -- | -- | -- | -- | -- | -- | --- |
|  | 1    | Reading        | 94 | 46 | 29 | 7  | 10 | 67 | 51 | +16 |
|  | 2    | Plymouth       | 87 | 46 | 26 | 9  | 11 | 88 | 53 | +35 |
|  | 3    | Derby County   | 84 | 46 | 23 | 15 | 8  | 80 | 41 | +39 |
|  | 4    | Wigan          | 83 | 46 | 23 | 14 | 9  | 82 | 48 | +34 |
|  | 5    | Gillingham     | 79 | 46 | 22 | 13 | 11 | 81 | 54 | +27 |
|  | 6    | Walsall        | 75 | 46 | 22 | 9  | 15 | 90 | 64 | +26 |
|  | 7    | York City      | 71 | 46 | 20 | 11 | 15 | 77 | 58 | +19 |
|  | 8    | Notts County   | 71 | 46 | 19 | 14 | 13 | 71 | 60 | +11 |
|  | 9    | Bristol City   | 68 | 46 | 18 | 14 | 14 | 69 | 60 | +9  |
|  | 10   | Brentford      | 66 | 46 | 18 | 12 | 16 | 58 | 61 | –3  |
|  | 11   | Doncaster      | 64 | 46 | 16 | 16 | 14 | 45 | 52 | –7  |
|  | 12   | Blackpool      | 63 | 46 | 17 | 12 | 17 | 66 | 55 | +11 |
|  | 13   | Darlington     | 58 | 46 | 15 | 13 | 18 | 61 | 78 | –17 |
|  | 14   | Rotherham Utd  | 57 | 46 | 15 | 12 | 19 | 61 | 59 | +2  |
|  | 15   | Bournemouth    | 54 | 46 | 15 | 9  | 22 | 65 | 72 | –7  |
|  | 16   | Bristol Rovers | 54 | 46 | 14 | 12 | 20 | 51 | 75 | –24 |
|  | 17   | Chesterfield   | 53 | 46 | 13 | 14 | 19 | 61 | 64 | –3  |
|  | 18   | Bolton         | 53 | 46 | 15 | 8  | 23 | 54 | 68 | –14 |
|  | 19   | Newport County | 51 | 46 | 11 | 18 | 17 | 52 | 65 | –13 |
|  | 20   | Bury           | 49 | 46 | 12 | 13 | 21 | 63 | 67 | –4  |
|  | 21   | Lincoln City   | 46 | 46 | 10 | 16 | 20 | 55 | 77 | –22 |
|  | 22   | Cardiff City   | 45 | 46 | 12 | 9  | 25 | 53 | 83 | –30 |
|  | 23   | Wolverhampton  | 43 | 46 | 11 | 10 | 25 | 57 | 98 | –41 |
|  | 24   | Swansea City   | 43 | 46 | 11 | 10 | 25 | 43 | 87 | –44 |

Legenda:
      Promosso in Second Division 1986-1987.
      Retrocesso in Fourth Division 1986-1987.
Regolamento:
Tre punti a vittoria, uno a pareggio, zero a sconfitta.
In caso di arrivo di due o più squadre a pari punti, la graduatoria verrà stilata secondo i seguenti criteri:
- differenza reti
- maggior numero di gol segnati